# Stenocopia spinosa
Stenocopia spinosa är en kräftdjursart som först beskrevs av T. Scott 1911.  Stenocopia spinosa ingår i släktet Stenocopia och familjen Ameiridae. Arten är reproducerande i Sverige. Inga underarter finns listade i Catalogue of Life.